# Jón Þór Ólafsson

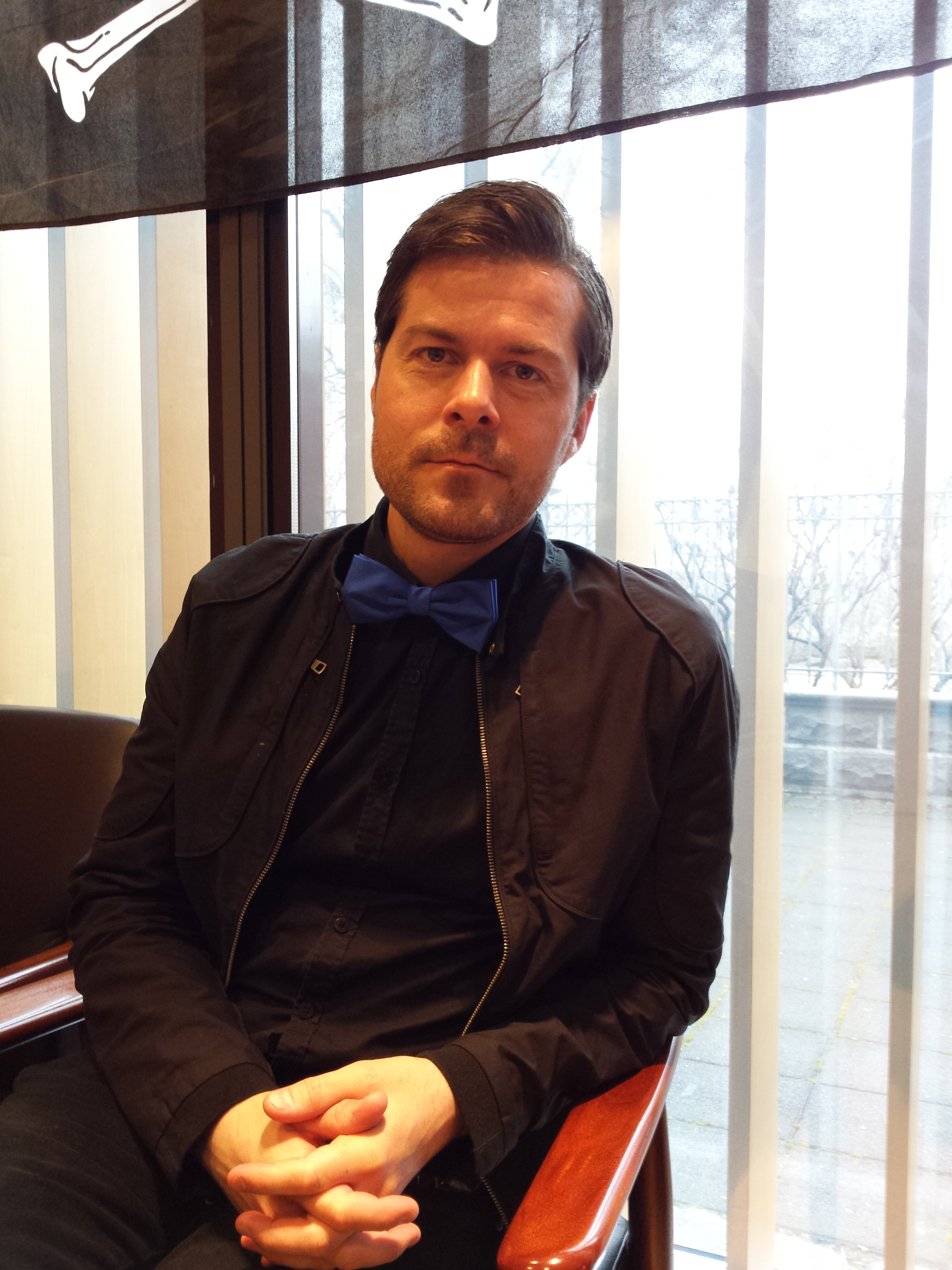
Jón Þór Ólafsson

Jón Þór Ólafsson (deutsche Transkription Jon Thor Olafsson, * 13. März 1977 in Reykjavík) ist ein isländischer Politiker. Er hat seit 2020 wieder das Amt des Parteivorsitzenden der isländischen Piratenpartei Píratar inne, als deren Vorsitzender er bereits von 2013 bis 2014 amtiert hatte. Von 2013 bis 2015 und seit der vorgezogenen Parlamentswahl in Island 2016 bis 2021 war Jón Þór Mitglied des isländischen Parlaments Althing.

## Leben
Jón Þór studierte von 2002 bis 2013 Philosophie und Betriebswirtschaftslehre an der Universität Island. Seit der isländischen Parlamentswahl vom 27. April 2013 war Jón Þór Abgeordneter des isländischen Parlaments Althing für den Wahlkreis Reykjavík-Süd. Er war Mitglied des Parlamentsausschusses für Umwelt und Verkehrswege sowie des Sonderausschusses für die Geschäftsordnung des Parlaments. Im Sommer 2015 erklärte Jón Þór seinen Rücktritt. Seinen Parlamentssitz nahm Ásta Guðrún Helgadóttir ein. Als im Oktober 2016 eine vorgezogene Neuwahl durchgeführt wurde, kandidierte Jón Þór mit Erfolg erneut, diesmal für den Südwestlichen Wahlkreis.
Im Parlament erregte Jón Þór 2013 Aufsehen durch seine Weigerung, die Parlamentarier mit der traditionellen Anrede háttvirtan („hochgeachtet“, für Parlamentsmitglieder) bzw. hæstvirtur („höchstgeachtet“, für Minister) anzureden. Seines Erachtens sollten Parlamentarier einander nicht automatisch mit einem Ehrentitel anreden, der nicht notwendigerweise verdient sei. Da der damalige Parlamentspräsident Einar K. Guðfinnsson dieses Verhalten nicht dulden wollte und Jón Þór wiederholt zur Ordnung gerufen hatte, überlegte sich Jón Þór, die diesbezüglichen Kompetenzen des Parlamentspräsidenten gerichtlich klären zu lassen.
Bei der ebenfalls vorgezogenen Parlamentswahl 2017 wurde Jón Þór Ólafsson wiedergewählt. Zur Parlamentswahl 2021 ist er nicht mehr angetreten.